# 江竹乡
江竹乡，是中华人民共和国四川省凉山彝族自治州会理市曾经下辖的一个乡。

## 行政区划
江竹乡撤销前下辖以下地区：
云盘村、石可莫村、姜驿村和竹乍村。